# Vláda Enrica Letty
Vláda Enrica Letty byla od 28. dubna 2013 do 22. února 2014 vládou Italské republiky. Předseda vlády byl Enrico Letta z Demokratické strany. Vladu tvořili zástupci Demokratické strany, Lidu svobody, Občanské volby, Unie středu a Italských radikálů. Někteří členové vlády byli nezávislí. Všichni ministři za Lid svobody v listopadu 2013 přešli do Nové středopravice.
Enrico Letta rezignoval 14. února 2014.

## Vládní strany
| Strana | Strana              | Ideologie                | Lídr                   |
| ------ | ------------------- | ------------------------ | ---------------------- |
|        | Demokratická strana | Sociální demokracie      | Matteo Renzi           |
|        | Nová středopravice  | Liberální konzervatismus | Angelino Alfano        |
|        | Občanská volba      | Liberalismus             | Mario Monti            |
|        | Unie středu         | Křesťanská demokracie    | Pier Ferdinando Casini |
|        | Italští radikálové  | Liberalismus             | Emma Bonino            |

## Poměr sil ve vládě

### Počet ministrů
| - PD        | 10 |
| - NCD       | 5  |
| - SC        | 2  |
| - UDC       | 1  |
| - RI        | 1  |
| - nezávislí | 3  |

## Složení vlády
| Portfej                                          | Ministr                   | Strana | Strana              | Nástup do úřadu | Odchod z úřadu  |
| ------------------------------------------------ | ------------------------- | ------ | ------------------- | --------------- | --------------- |
| Předseda rady ministrů                           | Enrico Letta              |        | Demokratická strana | 28. dubna 2013  | 22. února 2014  |
| Ministr vnitra                                   | Angelino Alfano           |        | Nová středopravice  | 28. dubna 2013  | 22. února 2014  |
| Ministryně zahraničních věcí                     | Emma Boninová             |        | Italští radikálové  | 28. dubna 2013  | 22. února 2014  |
| Ministryně spravedlnosti                         | Anna Maria Cancellieriová |        | bezpartijní         | 28. dubna 2013  | 22. února 2014  |
| Ministr hospodářství a financí                   | Fabrizio Saccomanni       |        | bezpartijní         | 28. dubna 2013  | 22. února 2014  |
| Ministr obrany                                   | Mario Mauro               |        | Občanská volba      | 28. dubna 2013  | 22. února 2014  |
| Ministr infrastruktury a dopravy                 | Maurizio Lupi             |        | Nová středopravice  | 28. dubna 2013  | 22. února 2014  |
| Ministr ekonomického rozvoje                     | Flavio Zanonato           |        | Demokratická strana | 28. dubna 2013  | 22. února 2014  |
| Ministryně zemědělství, výživy a lesnictví       | Nunzia De Girolamová      |        | Nová středopravice  | 28. dubna 2013  | 27. ledna 2013  |
| Ministryně školství, vysokých škol a výzkumu     | Maria Chiara Carrozzová   |        | Demokratická strana | 28. dubna 2013  | 22. února 2014  |
| Ministr kultury a kulturního dědictví            | Massimo Bray              |        | Demokratická strana | 28. dubna 2013  | 22. února 2014  |
| Ministryně zdravotnictví                         | Beatrice Lorenzinová      |        | Nová středopravice  | 28. dubna 2013  | 22. února 2014  |
| Ministr práce a sociálních věcí                  | Enrico Giovannini         |        | bezpartijní         | 28. dubna 2013  | 22. února 2014  |
| Ministr životního prostředí a územního plánování | Andrea Orlando            |        | Demokratická strana | 28. dubna 2013  | 22. února 2014  |
| Úřad                                             | Ministr bez portfeje      | Strana | Strana              | Nástup do úřadu | Odchod z úřadu  |
| Ministr pro evropské záležitosti                 | Enzo Moavero Milanesi     |        | Občanská volba      | 28. dubna 2013  | 22. února 2014  |
| Ministr pro ústavní reformy                      | Gaetano Quagliariello     |        | Nová středopravice  | 28. dubna 2013  | 22. února 2014  |
| Ministr pro územní soudržnost                    | Carlo Trigilia            |        | Demokratická strana | 28. dubna 2013  | 22. února 2014  |
| Ministr pro regionální příležitosti a sport      | Graziano Delrio           |        | Demokratická strana | 28. dubna 2013  | 22. února 2014  |
| Ministryně pro rovnoprávnost, sport a mládež     | Josefa Idemová            |        | Demokratická strana | 28. dubna 2013  | 24. června 2013 |
| Ministr pro parlamentní vztahy                   | Dario Franceschini        |        | Demokratická strana | 28. dubna 2013  | 22. února 2014  |
| Ministryně pro integraci a mládež                | Cécile Kyengeová          |        | Demokratická strana | 28. dubna 2013  | 22. února 2014  |
| Ministr pro veřejnou správu                      | Giampiero D'Alia          |        | Unie středu         | 28. dubna 2013  | 22. února 2014  |